# 盖拉尔
盖拉尔（法語：Guérard，法語發音：[ɡeʁaʁ] ⓘ）是法国法蘭西島大區塞纳-马恩省的一个市镇，属于莫城区。 

## 地理
盖拉尔（48°49'29"N, 2°57'29"E）面积19.8 平方千米，位于法国法蘭西島大區塞纳-马恩省，该省份为法国北部内陆省份，北起瓦兹省，西接埃松省、马恩河谷省、塞纳-圣但尼省和瓦兹河谷省，南至卢瓦雷省，东南接约讷省，东临马恩省和奥布省，东北接埃纳省。
与盖拉尔接壤的市镇（或旧市镇、城区）包括：波默斯、蒂若、莫兰河畔拉塞勒、克雷西-拉沙佩勒、达马尔坦叙蒂若、欧特弗耶、布里地区迈松塞勒、莫尔塞夫。
盖拉尔的时区为UTC+01:00、UTC+02:00（夏令时）。

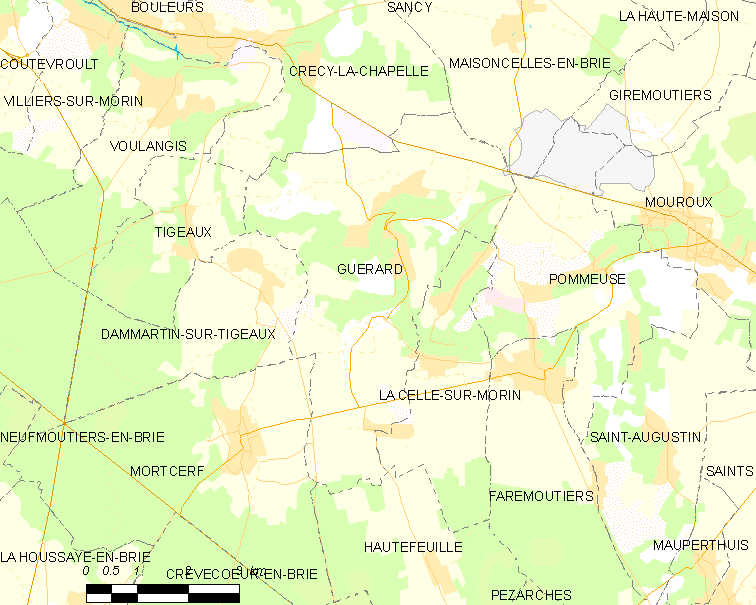
盖拉尔的OSM定位图

## 行政
盖拉尔的邮政编码为77580，INSEE市镇编码为77219。

## 政治
盖拉尔所属的省级选区为丰特奈-特雷西尼县。

## 人口

1962-2008年间盖拉尔人口变化图示

盖拉尔于2022年1月1日时的人口数量为2669人。